# Boletina polaris
Boletina polaris är en tvåvingeart som beskrevs av Lundstrom 1915. Boletina polaris ingår i släktet Boletina och familjen svampmyggor. Arten är reproducerande i Sverige. Inga underarter finns listade i Catalogue of Life.